# The Yellow Stain
Pour plus de détails, voir Fiche technique et Distribution.
The Yellow Stain est un film de procès américain réalisé par John Francis Dillon, sorti en 1922.

## Synopsis
Donald Keith est un avocat qui a récemment déménagé dans une communauté forestière fictive du nord du Michigan. Il apprend plus tard que Quartus Hembly, le chef de la ville, a illégalement escroqué un homme du nom de Daniel Kersten hors de sa propriété, le ruinant et le transformant en ivrogne de la ville. Il décide d'aider Kersten à intenter une action en justice contre Hembly et à le traduire en justice. L'avocat réussit finalement et provoque également le soulèvement des habitants de la ville contre Hembly.

## Fiche technique
- Titre : The Yellow Stain
- Réalisation : John Francis Dillon
- Scénario : Jules Furthman
- Pays de production : États-Unis
- Format : Noir et blanc - 1,33:1 - Film muet
- Genre : drame
- Durée : 50 minutes
- Date de sortie : 1922

## Distribution
- John Gilbert : Donald Keith
- Claire Anderson : Thora Erickson
- J.P. Lockney : Quartus Hembly
- Mark Fenton : Olaf Erickson
- Herschel Mayall : Dr. Brown
- William Robert Daly : Daniel Kersten